# 뵈리에 살밍
안데르스 뵈리에 살밍(스웨덴어: Anders Börje Salming, 스웨덴어 발음: [ˈbœ̂rjɛ ˈsâlːmɪŋ] ( 듣기), 1951년 4월 17일~2022년 11월 24일)은 스웨덴의 전직 아이스하키 선수이다. 현역 시절 포지션은 수비수로 키루나 IF, 브뤼네스 IF, 토론토 메이플리프스, 디트로이트 레드윙스, AIK IF에서 활동했다. 내셔널 하키 리그(NHL)에 영향을 끼친 최초의 유럽 선수 중 한 명이었으며, 미래에 유럽인들의 적극적인 NHL 진출을 위한 초석을 마련했다. 그는 NHL 최고의 수비수 중 한 명으로 평가받으며, 1996년 하키 명예의 전당에 헌액되어 업적을 인정받았다. 토론토 메이플리프스에서 활약할 때 선수 생활 전성기를 맞이했으며, 어시스트 기록을 포함한 프랜차이즈 기록을 보유하고 있다. 국제 대회에서도 스웨덴 아이스하키 국가대표팀의 일원으로 활약하여 주요 국제 대회에 참가했으며, 국제 아이스하키 연맹(IIHF)에서 선정한 100주년 올스타팀의 일원으로 이름을 올렸다. 2017년에는 "위대한 NHL 선수 100인" 중 한 사람으로 선정되었다.

## 개인사
살밍은 사미인 혈통이다.